# 影浦心
影浦 心（かげうら こころ、1995年〈平成7年〉12月6日 - ）は、愛媛県出身の、日本の柔道家である。階級は100kg超級。身長179cm。体重114kg。血液型はA型。組み手は左組み。段位は五段。得意技は背負投。

## 経歴
柔道は小学校4年の時に友達に誘われたことがきっかけで、弟と一緒に松前柔道会で始めた。なお、父親は神戸製鋼所属のラグビー選手、母親も実業団のバレーボール選手だった。
松山市立西中学校3年の時に全国中学校柔道大会90kg超級で5位になった。
新田高校に進学すると、インターハイ100kg超級で、1年の時は初戦敗退、2年の時に3位に入った。3年の時は2回戦で敗れた。
東海大学へ進むと、1年の時には全日本選手権に初出場するが、3回戦で旭化成の西潟健太に横四方固で敗れた。なお、入学直後に両靭帯のケガで長期のリハビリを強いられたことがきっかけで、大きな相手にはそれまでの内股や大外刈主体のスタイルでは勝てないと思い至って、背負投主体の柔道スタイルに変更した。2年の時に優勝大会で2位になった。全日本ジュニアでは準決勝で明治大学1年の小川雄勢に指導1で敗れて3位だった。体重別団体では2回戦のみの出場だったが勝利すると、チームも優勝を飾った。講道館杯では準々決勝で京葉ガスの上川大樹にGSに入ってから有効で敗れるも、その後の3位決定戦で京葉ガスの岩尾敬太を横四方固で破って3位になった。3年の時にはアジア選手権の準々決勝で韓国の金成民を破るなどして決勝まで進むと、地元ウズベキスタンのアブドゥロ・タングリエフに一本勝ちして優勝を飾った。優勝大会でも優勝を飾った。10月の学生体重別では決勝で小川に指導1で敗れて2位に終わった。11月の講道館杯では昨年に続いて3位となった。補欠からの繰り上がりで出場となった12月のグランドスラム・東京では準決勝で九州電力の七戸龍を有効で破るが、決勝では大学の3年先輩となる旭化成の王子谷剛志と対戦するも、先輩ながらそれまで一度も稽古したことがなかったので手の内が読めず、指導3で敗れて2位に終わった。2017年2月のグランプリ・デュッセルドルフでは、準々決勝で2016年リオデジャネイロオリンピック100kg級の金メダリストで階級を上げてきたチェコのルカシュ・クルパレクをGSに入った直後に背負投で破るなどして決勝まで進むと、リオデジャネイロオリンピック銀メダリストであるJRAの原沢久喜との対戦では開始早々に大内刈を返して技ありを奪ってIJFワールド柔道ツアー初優勝を飾った。この際に、「原沢さんに勝てたことは素直にうれしいですし、ここで優勝しないと次はないと思って強気で臨みました。返し技を狙っていたので、研究していたことが出来て良かったです。世界選手権を本気で狙いにいきたいと思います」と語った。3月の全日本選手権は東京予選で81kg級の中堅選手である海老泰博に判定で敗れて本戦出場はならなかった。4年の時には柔道部の副主将となった。なお、同級生である主将のウルフ・アロンとは寮の同部屋で、ウルフの勧めでウェイトトレーニングを本格的に始めるなど影響を受けたという。4月の体重別では準決勝で原沢から技あり2つを取って勝利するが、決勝で王子谷に送襟絞で敗れて2位にとどまった。6月の優勝大会では2連覇を果たした。8月のユニバーシアードでは決勝で韓国のジュ・ヨンソを一本背負投の技ありで破って優勝した。団体戦でも決勝のロシア戦で勝利してチームは優勝を飾った。10月の体重別団体では決勝の国士舘大学戦で山田伊織に一本勝ちしてチームの優勝に貢献した。11月の世界選手権（無差別）では初戦でハンガリーのボル・バルナ、2回戦で100kg級の世界2位であるジョージアのヴァルラーム・リパルテリアニにそれぞれ一本勝ちすると、3回戦でオランダのロイ・メイヤーを技ありで下すなどするが、準決勝では100kg級の選手であるベルギーのトマ・ニキフォロフに小外掛で敗れると、3位決定戦でも王子谷に反則負けを喫して5位に終わった。12月のグランドスラム・東京では準々決勝で世界選手権2位であるブラジルのダビド・モウラを破るが、準決勝でクルパレクにGSに入ってから隅返で敗れて3位だった。2018年2月のグランドスラム・パリでは準決勝でジョージアのグラム・ツシシビリにGSに入ってから顔に膝蹴りを入れられて反則勝ちすると、決勝では金成民をGSに入ってから小内刈で破ってグランドスラム大会初優勝を飾った。
4月からはJRAの所属となった。体重別では準決勝で原沢に敗れて3位だった。続く、全日本選手権では3回戦で100kg級の選手である新日鉄住金の西山大希にGS含めて8分近い戦いの末に反則負けを喫した。なお、アジア大会の団体戦代表には選ばれた。8月のグランプリ・ブダペストでは準決勝でメイヤーを技ありで破ると、決勝でオーストリアのシュテファン・ヘギィをGSに入ってから払巻込の技ありで破って優勝した。9月のアジア大会男女混合団体戦では初戦の韓国戦で金成民に反則勝ちしてチームを勝利に導くと、その後の試合には出場しなかったがチームは優勝を飾った。11月の講道館杯では決勝で新日鉄住金の佐藤和哉にGSに入ってから反則勝ちして優勝した。この際に次のように語った。「ここからがスタート。勘違いでもいいから“僕が一番強い”と思って東京五輪を目指したい。東京五輪では（五輪2連覇中の）リネール選手を倒すと決めているので」。11月のグランドスラム・大阪では準決勝でクルパレクに腕挫十字固で敗れるも、3位決定戦でモンゴルのナイダン・ツブシンバヤルを払巻込で破って3位になった。12月のワールドマスターズでは準決勝でツシシビリに反則負けすると、3位決定戦ではロシアのタメルラン・バシャエフに技ありで敗れて5位に終わった。
2019年2月のグランドスラム・パリでは準々決勝でイスラエルのオル・サッソンに技ありで敗れて3位だった。4月の体重別では初戦で佐藤に反則負けを喫した。続く、全日本選手権では準々決勝で元全日本チャンピオンの千葉県警の加藤博剛に開始早々の支釣込足で敗れて5位に終わった。なお、世界団体のメンバーに選ばれた。6月には実業団体でチームの2年ぶりの優勝に貢献した。7月のグランプリ・ブダペストでは準決勝で世界ジュニアチャンピオンであるジョージアのゲラ・ザアリシビリを大外刈で破るなど全て一本勝ちして決勝まで進むも、決勝ではサッソンにGSに入った直後に技ありを取られて2位に終わった。9月の世界団体では初戦の韓国戦で世界選手権3位のキム・ミンジョン、準決勝のブラジル戦でモウラをそれぞれ背負投で破ると、決勝のフランス戦でリオデジャネイロオリンピック100kg級3位のシリル・マレを送足払で破るなど全て一本勝ちしてチームの優勝に貢献した。10月のグランドスラム・ブラジリアでは初戦でフランスのテディ・リネールと対戦すると、10分近い戦いの末に払腰の技ありで敗れた。11月のグランドスラム・大阪では準々決勝でロシアのイナル・タソエフに合技で敗れるも、その後の3位決定戦で大学の先輩である綜合警備保障の熊代佑輔を背負投で破って3位になった。12月のワールドマスターズでは準々決勝でクルパレクに反則負けするも、その後の3位決定戦でタソエフを送足払で破って3位になった。
2020年の元日には中学時代の1年後輩と結婚した。2月のグランドスラム・パリでは3回戦で地元のリネールと対戦すると、GSに入ってから内股すかしの技ありで破って、2010年9月に世界選手権無差別決勝で上川大樹に1－2の判定で敗れて以来9年5か月続いてきたリネールの連勝記録を154で止めた。リネールが技でポイントを取られて敗れたのは2007年12月の嘉納杯3位決定戦で高井洋平に技ありで敗れて以来12年2か月ぶりのこととなった。本人はこの試合に関して、「リネール選手に勝てたのは本当に大きい。倒せるのは自分だけ。勝つ自信はありました」とコメントした。その後、準々決勝でタソエフ、準決勝でブラジルのラファエル・シルバをそれぞれ破るも、決勝ではオランダのヘンク・フロルに小内刈で一本負けして優勝はならなかった。その後に開かれた強化委員会で、安定感という点で原沢久喜に及ばないと判断されて東京オリンピック代表に選出されなかった。グランドスラム・パリで10年近く不敗だったリネールを破ったことで高評価されるも、直近1年間の国際大会で優勝しておらず、ルカシュ・クルパレク、グラム・ツシシビリらをはじめとする他の有力外国人選手との勝率が選定されない要因になったという。11月の講道館杯では準決勝で小川を技ありで破ると、決勝でも佐藤を技ありで破って今大会2年ぶり2度目の優勝を飾った。続いて、2021年に延期された東京オリンピックの補欠に選ばれた。12月の全日本選手権では3回戦で大学の先輩である旭化成の羽賀龍之介に11分半に及ぶ戦いの末に反則負けを喫した。
2021年3月のグランドスラム・タシケントでは決勝で金成民を技ありで破って、2年半ぶりの国際大会優勝を飾った。4月の体重別は出場しなかったが、世界選手権代表に選出された。6月の世界選手権では準決勝でシルバに反則勝ちするなどオール一本勝ちで決勝まで進むと、決勝はバシャエフを技ありで破って世界選手権初優勝を飾った。なお、男子100kg超級における日本人選手の優勝は2003年の棟田康幸以来18年ぶりのこととなった。世界団体では決勝のフランス戦のみの出場となったが、セドリク・オリバルと対戦する前にチームが優勝を決めてしまったために、出番がなかった。12月の全日本選手権では準々決勝で100kg級の選手である旭化成の垣田恭兵に反則負けを喫して5位に終わった。
2022年2月のグランドスラム・パリでは準決勝でモンゴルのオドフー・ツェツェンツェンゲルに反則負けを喫したが、その後の3位決定戦で地元フランスのゲルマン・アンドレエフを技ありで破って3位になった。4月の体重別では初戦で国士館大学3年の斉藤立に合技で敗れた。続く全日本選手権では準々決勝で81kg級の選手であるパーク24の小原拳哉を横四方固で破ると、準決勝では小川に反則勝ちして決勝まで進むも、14分にも及ぶ戦いの末に斉藤に足車の技ありで敗れて2位にとどまった。なお、世界選手権代表には選ばれなかったが、アジア大会代表には選ばれた。8月のアジア選手権では準決勝でツェツェンツェンゲルに反則勝ちすると、決勝でタジキスタンのテムール・ラヒモフを技ありで破って優勝した。12月のグランドスラム・東京では準決勝で原沢を送襟絞で破るも、決勝で旭化成の太田彪雅に大内刈で敗れて2位だった。続くワールドマスターズでは準々決勝でウズベキスタンのアリシェル・ユスポフに合技で敗れるも、その後の敗者復活戦を勝ち上がって3位になった。
2023年2月に90㎏級の世界選手権代表だった増山香補がグランドスラム・テルアビブで計量に失格したことで強化指定選手を除外されたため、世界選手権代表に繰り上がった。4月の全日本選手権は直後に世界選手権を控えているため出場しなかった。5月の世界選手権では2回戦で中立の立場で出場したバシャエフに反則勝ちするも、準々決勝でラヒモフに腕挫十字固で敗れた。その後の敗者復活戦では斉藤に反則勝ちするも、3位決定戦でユスポフに技ありを先取しながら腕挫十字固で逆転負けを喫して5位にとどまった。続く世界団体では初戦の韓国戦でキム・ミンジョンに技ありで敗れると、その後出番はなかったがチームは優勝を飾った。8月のワールドマスターズでは準々決勝で世界チャンピオンであるキューバのアンディ・グランダに反則勝ちするも、準決勝でラヒモフに小外掛で敗れると、3位決定戦でもザアリシビリに反則負けを喫して5位だった。
2024年3月のグランドスラム・タシケントでは準々決勝でバシャエフに合技で敗れるも、その後の3位決定戦でハンガリーのシポツ・リカルドを技ありで破って3位になった。4月の体重別では決勝で太田に縦四方固で敗れて2位だった。続く全日本選手権では準々決勝で原沢に1－2の判定で敗れて5位だった。
2025年4月の体重別では初戦で太田に技ありで敗れた。続く全日本選手権では3回戦で原沢に0－3の判定で敗れた。
IJF世界ランキングは3550ポイント獲得で9位（25/4/21現在）。

## 戦績
- 2010年 - 全国中学校柔道大会 5位（90kg超級）
- 2012年 - インターハイ 3位
- 2014年 - 全日本ジュニア 5位
- 2015年 - 優勝大会 2位
- 2015年 - 全日本ジュニア 3位
- 2015年 - 体重別団体 優勝
- 2015年 - 講道館杯 3位
- 2016年 - アジア選手権 個人戦 優勝
- 2016年 - 優勝大会 優勝
- 2016年 - 学生体重別 2位
- 2016年 - 講道館杯 3位
- 2016年 - グランドスラム・東京 2位
- 2017年 - グランプリ・デュッセルドルフ 優勝
- 2017年 - 体重別 2位
- 2017年 - 優勝大会 優勝
- 2017年 - ユニバーシアード 個人戦 優勝 団体戦 優勝
- 2017年 - 体重別団体 優勝
- 2017年 - 世界選手権（無差別）5位
- 2017年 - グランドスラム・東京 3位
- 2018年 - グランドスラム・パリ 優勝
- 2018年 - 体重別 3位
- 2018年 - グランプリ・ブダペスト 優勝
- 2018年 - アジア大会 男女混合団体戦 優勝
- 2018年 - 講道館杯 優勝
- 2018年 - グランドスラム・大阪 3位
- 2018年 - ワールドマスターズ 5位
- 2019年 - グランドスラム・パリ 3位
- 2019年 - 全日本選手権 5位
- 2019年 - 実業団体 優勝
- 2019年 - グランプリ・ブダペスト 2位
- 2019年 - 世界団体 優勝
- 2019年 - グランドスラム・大阪 3位
- 2019年 - ワールドマスターズ 3位
- 2020年 - グランドスラム・パリ 2位
- 2020年 - 講道館杯 優勝
- 2021年 - グランドスラム・タシケント 優勝
- 2021年 - 世界選手権 優勝
- 2021年 - 世界団体 優勝
- 2021年 - 全日本選手権 5位
- 2022年 - グランドスラム・パリ 3位
- 2022年 - 全日本選手権 2位
- 2022年 - 実業団体 2位
- 2022年 -　アジア選手権 優勝
- 2022年 -　グランドスラム・東京　2位
- 2022年 -　ワールドマスターズ　3位
- 2023年 -　世界選手権　5位
- 2023年 -　世界団体　優勝
- 2023年 -　ワールドマスターズ　5位
- 2024年 -　グランドスラム・タシケント　3位
- 2024年 - 体重別 2位
- 2024年 - 全日本選手権 5位
- 2024年 - 実業団体 3位
- 2024年 -　国スポ　3位

（出典、JudoInside.com）